# Sauðafell (berg i Island, Norðurland eystra, lat 66,07, long -17,05)
Sauðafell är ett berg i republiken Island. Det ligger i regionen Norðurland eystra, 300 km nordost om huvudstaden Reykjavík. Toppen på Sauðafell är 697 meter över havet.
Trakten runt Sauðafell är nära nog obefolkad, med mindre än två invånare per kvadratkilometer. Närmaste större samhälle är Húsavík, omkring 14 kilometer väster om Sauðafell. Trakten runt Sauðafell består i huvudsak av gräsmarker.